# Age of the Fifth Sun
Albums de God Is an Astronaut
God Is an Astronaut (en)
(2008) Origins (en)
(2013)
Age Of The Fifth Sun est le cinquième album studio du groupe de post-rock God Is an Astronaut,. L'album a été disponible en pré-vente à partir du 16 avril 2010 et a été lancé le 17 mai. La pochette présente une peinture originale de Dave King.
Le single In the Distance Fading est sorti un peu avant l'album, le 12 février,.

## Pistes
| No | Titre                  | Durée |
| -- | ---------------------- | ----- |
| 1. | Worlds in Collision    | 7:39  |
| 2. | In the Distance Fading | 4:31  |
| 3. | Lost Kingdom           | 5:23  |
| 4. | Golden Sky             | 6:33  |
| 5. | Dark Rift              | 5:08  |
| 6. | Parallel Highway       | 3:56  |
| 7. | Shining Through        | 5:08  |
| 8. | Age of the Fifth Sun   | 6:28  |
| 9. | Paradise Remains       | 2:25  |